# Usda

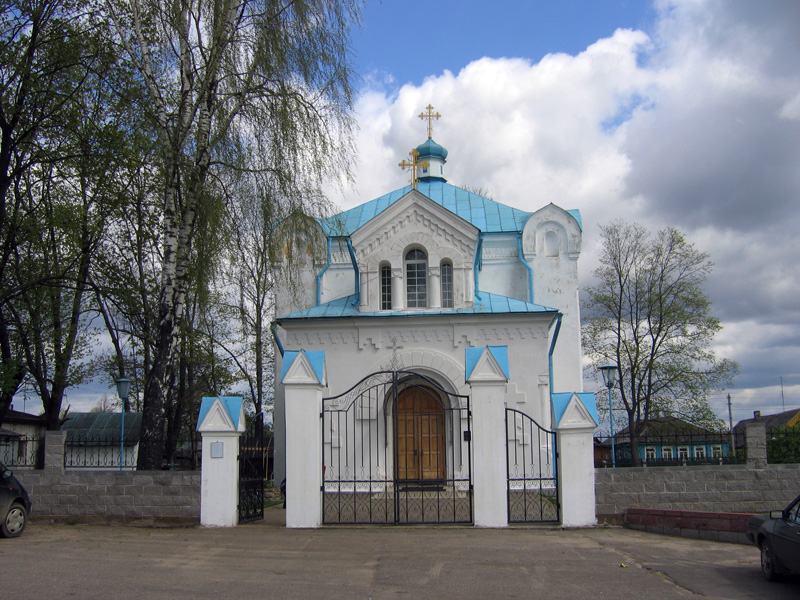
Kirche von Usda

Usda (belarussisch Узда, polnisch Uzda) ist ein Ort in der Minskaja Woblasz in Belarus etwa 55 km südwestlich von Minsk am Fluss Usdjanka. Der Ort ist Verwaltungszentrum des gleichnamigen Rajon und hat ca. 9.600 Einwohner (2006).

## Geschichte
Vom 9. bis zum 13. Jahrhundert war die Region ein Grenzgebiet zwischen dem Fürstentum Polozk und dem Fürstentum Turow. Der heutige Ort wird 1450 das erste Mal erwähnt. Offiziell gegründet wurde Usda am 8. Mai 1494. Die Stadt war lange Zeit Bestandteil des Großfürstentums Litauen. Die Region wurde sowohl von einfallenden Tataren als auch von den Truppen Napoleons heimgesucht.
1798 wurde die Peter-und-Pauls-Kirche erbaut. Im Jahr 1897 lebten bereits 2700 Menschen in Usda. Der Ort wurde 1924 zum Zentrum des Rajon im Kreis Minsk erhoben, 1938 zur Siedlung städtischen Typs und erhielt 1999 das Stadtrecht.

## Persönlichkeiten
- Devorah Baron (1887–1956), Autorin